# Dafnis a Amaltheia
Dafnis a Amaltheia (ve francouzském originále Daphnis et Amalthée) je opera (žánru pastorale héroïque) o jednom dějství blíže neznámé francouzské skladatelky slečny Guerinové. Libreto k ní napsal spisovatel Claude-François-Félix Boulenger de Rivery. Opera měla premiéru v červenci či srpnu 1755 ve francouzském městě Amiens.

## Autoři a historie
Přestože se v předrevoluční Francii objevuje i na oficiálních scénách více operních skladatelek než v jiných částech Evropy, bylo veřejné uvedení opery zkomponované ženou velkou výjimkou. Také se však většina operní produkce odehrávala v Paříži a mimo ni se jen zřídka hrály jiné opery než ty, které se již v hlavním městě osvědčily. Opera Dafnis a Amaltheia uvedená v Amiensu v létě roku 1755 – souborem složeným výhradně z amatérů – je proto v obojím ohledu raritou.
O skladatelce není mnoho bližšího známo; neznáme ani její křestní jméno. Dopisovatel novin Mercure de France píše při příležitosti zprávy o opeře, že jí bylo v době premiéry 16 let, což by situovalo její narození do roku 1738/39, že nikdy neopustila rodnou domácnost s výjimkou krátkých výletů do Paříže s rodiči, kteří jí přesto poskytli vynikající vzdělání, a že vyniká rovněž v poezii a dějepise, to vše vedle svého dívčího „přirozeného půvabu“. O jejích dalších osudech nejsou zprávy. Libretista Claude Boulenger (1725–1758) byl advokát a osvícenský literát z Amiensu, kde jeho otec držel vysoké úřady a i on po návratu ze studií v Paříži pracoval v městské správě až do své poměrně časné smrti tři roky po premiéře Dafnise a Amaltheii.
Hudba opery se nezachovala. Libreto, vydané v Amiensu v roce uvedení opery, určuje její žánr jako pastorale héroïque, tedy operu s pastorálním námětem – postavy jsou skutečně pastýři, respektive bájné lesní bytosti – a podstatnou taneční složkou. V tomto případě je tématem věrnost v lásce: pastýř Dafnis je sveden lesními nymfami, aby zradil svou lásku k pastýřce Amaltheii, a je za to bohy potrestán, ale po projevení lítosti mu je prominuto. Libreto mísí prvky řecké a římské mytologie bez konkrétní předlohy.
O přijetí opery existuje zmíněné svědectví anonymního dopisovatele Mercure de France, který redakci 8. srpna 1755 píše: „Vážený pane, činím tak pro to, abych Vám po zásluze prospěl, když Vám podávám zprávu o jevu tak vzácném, jak čestném pro naši vlast: je to opera Dafnis a Amaltheia, která byla provedena na našich koncertech; opera, již složila dívka z našeho města jménem Mlle Guerinová. Jistě Vám připadne překvapivé, že tato slečna má pouhých šestnáct let a že tento pokus je mistrovským dílem. Suďte dle toho, jak vznešenou dráhu slibuje hvězda, jejíž východ tolik zazářil. Všichni znalci hudby, i ti s nejmenším zájmem na chvále Mlle Guerinové, se shodují, že tento kus je výtečný a že obsahuje zejména některá dokonalá místa: Obdiv sklízí především jedna ciaccona, již je třeba slyšet, aby člověk mohl cítit její rozvrh, přesnost a harmonickou krásu, ale již nestačí slyšet, aby bylo možné vyjádřit, jakým kouzlem působí na jemně založené duše. Mladé osoby, které se teprve začínají prosazovat, jsou zpravidla chváleny proto, aby se povzbudily a podnítila jejich soutěživost; tak tomu není, vážený pane, v případě chvály, již naše vlast vzdává slávě této nové Múzy. Ta je aktem spravedlnosti, jejž by mohla upřít jen hanebná žárlivost.“
Dafnis a Amaltheia slečny Guerinové je teprve třetí francouzská opera zkomponovaná ženou, o níž se dochovaly zprávy, po Kefalovi a Prokris Élisabeth Jacquet de La Guerre z roku 1694 a Géniích slečny Duvalové z roku 1736.

## Osoby
- Dafnis (Daphnis), pastýř
- Amaltheia (Amalthée), pastýřka
- Melanyris (Mélanyre), nymfa
- Jeden z lesních bůžků (un Sylvain)
- Klymené (Clymene), nymfa
- Amor
- Jedna z pastýřek
- Pastýři, pastýřky; nymfy a lesní bůžci[4]

## Děj opery
(Bukolická krajina se soptící Etnou v pozadí) Pastýři se při odpočinku dávají do tance. Mezi nimi jsou věrní milenci Dafnis a Amaltheia. Navzájem si vyznávají lásku sahající až za hrob. Amaltheia ale z chování ptáků vyčetla nebezpečí, které jejich lásce a konkrétně Dafnisovi hrozí. Dafnis ji ujišťuje o své věrnosti a navrhuje přísahu, že kdo z nich by vzplanul láskou k jinému, toho nechť bohové potrestají ztrátou zraku. Amaltheia se k přísaze přidává, pak ale musí odběhnout vykonat se svými družkami obřad k bohyni Ceres při eleusinských mystériích.
Z lesa se vyhrnou nymfy a lesní bůžkové. Nymfa Melanyris a jeden ze sylvánů zpívají o své lásce, která přišla a zase odešla bez velkého povyku; stálost v milování je přeceňována. I ostatní božstva zpívají o volné lásce. Dafnise zaujme zejména nymfa Klymené a začíná litovat svých přísah věrnosti. Klymené ho ale ubezpečuje, že sliby činěné z lásky nemají žádnou váhu a bohové k nim nepřihlížejí. Dafnis se nechává svést, ale když začne vyznávat lásku Klymené, bohové zasáhnou a Dafnis náhle oslepne. Nymfy a sylvánové se rozprchnou před hněvem bohů.
Dafnis si nyní pozdě zoufá, že Amaltheiu už nikdy neuvidí. Amaltheia se vrací a zjistí, co se událo. Nejprve nechce Dafnise v jeho neštěstí ještě zahrnovat výčitkami, ale pak se do toho pustí. Dafnis se hluboce kaje a pohnutá Amaltheia spolu s ním prosí bohy, aby pastýři odpustili. Skutečně, přiletí Amor a nejen navrátí Dafnisovi zrak, ale i zaručí oběma milencům, že jejich láska již bude trvalá. Dafnis s Amaltheiou a ostatními pastýři a pastýřkami zpívají chvalozpěv na lásku-Amora.